# Phaonidia calyptrata
Phaonidia calyptrata är en tvåvingeart som beskrevs av Fritz Isidore van Emden 1965. Phaonidia calyptrata ingår i släktet Phaonidia och familjen husflugor.
Artens utbredningsområde är Myanmar. Inga underarter finns listade i Catalogue of Life.